# Estrecho Vitiaz
El estrecho Vitiaz es un estrecho marino localizado en aguas de Papúa Nueva Guinea, y separa la isla de Nueva Bretaña (en el archipiélago de Bismarck) de la península de Huon, en el norte de la gran isla de Nueva Guinea. El estrecho comunica el mar de Bismarck, al norte, con el mar de Salomón, al sur (ambos mares del océano Pacífico).

## Historia

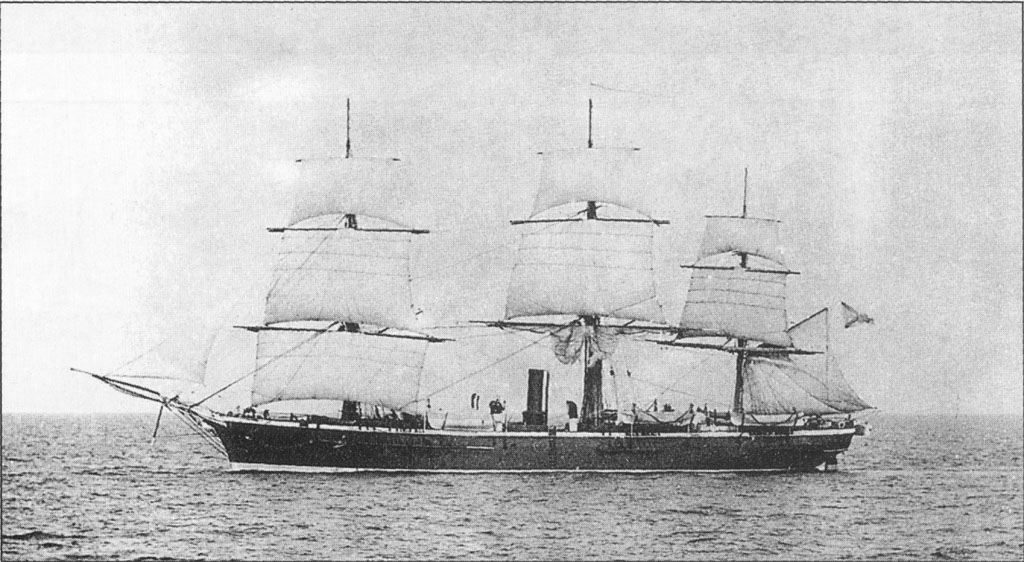
Corbeta Imperial rusa Vitiaz, cuya memoria honra el nombre del estrecho

El estrecho fue llamado así por Nicholai Nicholaievich Mikluho-Maklai para conmemorar la corbeta rusa Vitiaz en la que navegó desde octubre de 1870 por América del Sur y las islas del Pacífico hasta alcanzar la bahía Astrolabio en septiembre de 1871.

### Encuentros europeos
El neerlandés Abel Tasman avistó en 1643 la isla Umboi, en el estrecho Vitiaz, pero no se dio cuenta de que el estrecho separaba la isla de la costa de Nueva Guinea. William Dampier cartografió el paso ahora llamado estrecho de Dampier entre las islas Umboi y Nueva Inglaterra en 1700. Dampier había establecido que la masa de tierra que el nombró como Nueva Inglaterra era una isla. Mientras navegaba hacia el noroeste a través del pasaje, Dampier también cartografió y dio nombre a varias islas que se extendían entre los estrechos de Dampier y Vitiaz: Sir George Rook (más tarde isla Rooke y ahora Umboi), Long Island (isla Arop) y la Isla de la Corona (Crown Island).

### Segunda Guerra Mundial
Durante la Campaña de Nueva Guinea (1942-45), el control del estrecho Vitiaz adquirió importancia estratégica militar. Los japoneses desembarcaron dos batallones en Lae y Salamaua en el golfo de Huon el 8 de marzo de 1942, dándoles el control de los estrechos de Dampier y Vitiaz. Las fuerzas japonesas perdieron el control del ambos estrechos después de la captura de Finschhafen por las tropas australianas y del desembarco posterior de las fuerzas estadounidenses en Nueva Bretaña (diciembre de 1943). El general Douglas MacArthur anunció que la isla Rooke (ahora Umboi) había sido ocupada el sábado 12 de febrero de 1944 por las fuerzas estadounidenses que no encontraron oposición. El control aliado quedó asegurado por los desembarcos en las islas del Almirantazgo el 29 de febrero de 1944.

## Hidrografía
Los 1200 m de profundidad del estrecho Vitiaz «fueron un foco de atención para los oceanógrafos australianos y estadounidenses en viajes en 1985, 1986, 1988, 1991 y 1992 como parte del Estudio de Circulación del océano Pacífico occidental ecuatorial [Western Equatorial Pacific Ocean Circulation Study, WEPOCS]». La «corriente costera submarina de Nueva Guinea» (New Guinea Coastal Undercurrent) transporta «aguas de alta salinidad, bajo contenido en tritio, altos niveles de oxígeno y bajos nutrientes desde el mar de Salomón hacia el noroeste a lo largo de la costa septentrional de Papua Nueva Guinea a través del estrecho Vitiaz».
Sin embargo, la capa superficial de la corriente a través del estrecho, la «corriente costera de Nueva Guinea» (New Guinea Coastal Current), experimenta una reversión estacional. En el verano boreal (verano del hemisferio norte) se caracteriza por el monzón del sureste, con la corriente dominante hacia el oeste; durante el invierno boreal (invierno en el hemisferio norte) bajo la influencia de los vientos del monzón del noroeste, dominan los flujo hacia el este.